# Работещ човек
Работещият човек (Homo ergaster) е изчезнал вид от Хора, живял в Източна и Южна Африка преди 1,9 – 1,4 млн. години. Фосили на вида са открити в Танзания, Етиопия, Кения, Южноафриканската република. Според някои изследователи H. ergaster е подвид на Homo erectus.
H. ergaster се различава от H. erectus по своите по-тънки черепни кости отсъствието на видими мозъчни гънки. Сред общите черти са намаленият полов диморфизъм, по-малкото лице и зъбна редица и по-големият (700 – 850 cm3) черепен капацитет. Смята се, че ръстът на H. ergaster е около 1,9 m.
Най-пълният скелет на Homo ergaster е открит през 1984 г. край езерото Туркана в Кения (т.нар. Турканско момче), макар че някои изследователи го класифицират като Homo erectus. Типичният спесимен на вида е KNM-ER 992, открит през 1975 г., също в Кения.
Името на вида идва от гръцкото ергастер, означаващо „работник“. То е прието, тъй като около скелетите на H. ergaster често се откриват различни инструменти, като брадви, от ашьолски тип. H. ergaster започва да използва такива инструменти преди около 1,6 милиона години. Овъглени животински кости и следи от лагери, открити при разкопките, показват, че видът е използвал огъня.